# Wavre, Neuchâtel
Wavre (äldre tyskt namn: Wabern) är en ort i kommunen Laténa i kantonen Neuchâtel i Schweiz. Den ligger cirka 8 kilometer nordost om Neuchâtel. Orten har 556 invånare (2022).
Före den 1 januari 2009 tillhörde Wavre kommunen Thielle-Wavre. Mellan den 1 januari 2009 och den 1 januari 2025 låg orten i kommunen La Tène.